# NGC 106
NGC 106 је спирална галаксија у сазвежђу Рибе која се налази на NGC листи објеката дубоког неба.
Деклинација објекта је - 5° 8' 56" а ректасцензија 0h 24m 43,7s. Привидна величина (магнитуда) објекта NGC 106 износи 13,7 а фотографска магнитуда 14,4.